# Kullö
Kullö è un'area urbana della Svezia situata nel comune di Vaxholm, contea di Stoccolma.
La popolazione risultante dal censimento 2010 era di 889 abitanti.